# Nambawi
Un nambawi est un type de chapeau d'hiver coréen traditionnel porté par les hommes et les femmes pendant la période Joseon pour se protéger du froid. Les autres noms sont pungdengi et nani (des oreilles qui se réchauffent littéralement). Le nambawi est aussi appelé ieom (littéralement «oreilles couvrant») qui était porté au début de la période Joseon, bien qu'il provienne du bonnet. Il était à l'origine porté par la classe supérieure comme un chapeau quotidien, mais s'est propagé aux roturiers et aux femmes dans la dernière période. Il était généralement porté par les femmes d'âge moyen et les personnes âgées ainsi que par les agents du gouvernement qui le mettaient sous le samo (사모, chapeau officiel).   
Le nambawi est ouvert sur le dessus afin de ne pas couvrir le haut de la tête, tout comme les autres bonnets d'hiver tels que l'ayam et le jobawi, qui ont tous deux été adaptés de celui-ci, alors qu'il couvre entièrement le front, le dos et les oreilles sur les côtés pour apporter de la chaleur contre le froid. La forme globale du côté est incurvée en trois phases. Le bord du nambawi est bordé de 4 à 7 cm de fourrure, qui était généralement du cuir de martre. Il a un long rabat arrière pour l'arrière du cou et des oreillettes des deux côtés qui couvrent les oreilles. Des ceintures en soie sont attachées aux oreillettes afin qu'elles puissent être attachées sous le menton pour maintenir le chapeau bien en place. L'extérieur est généralement fait d'une variété de soie appelée dan (단, 緞 ) mais parfois de la laine et du coton ont été utilisés. L'intérieur est en flanelle et parfois en laine également.  
La couleur commune pour le tissu extérieur était le noir, tandis que pour l'intérieur, le noir, le vert ou le rouge étaient utilisés. Parfois bleu foncé, violet, marron, violet clair, vert clair ont été utilisés pour l'extérieur et un tissu de couleur jaune a été utilisé pour l'intérieur. La fourrure bordée était généralement de couleur noire, brun foncé ou bleu foncé, et les glands étaient roses ou rose vif. Les nambawi pour femmes étaient colorées et luxueusement ornées de geumbak (décoration de feuilles d'or) de grues, de papillons, de chrysanthèmes et de phénix ou d'autres motifs de bon augure.  